# Perissomastix biskraella
Perissomastix biskraella är en fjärilsart som beskrevs av Hans Rebel 1900. Perissomastix biskraella ingår i släktet Perissomastix och familjen äkta malar. Inga underarter finns listade i Catalogue of Life.